# カトゥー郡
カトゥー郡（カトゥーぐん）はタイ南部にある郡（アムプー）の一つ。

## 名称
もともとはクラーバートゥー (กราบาตู) すなわち「岩の湾」という外来語であったと推測されるが、これがなまってカトゥーとなったとされる。

## 歴史
1938年12月5日、郡は降格しプーケット市の一部となった。その後1959年12月10日昇格し再び郡となった

## 地理
カトゥー郡はプーケット島の東海岸部、パートーン・ビーチを中心に広がっている。内陸部にはナムトック（滝）・カトゥーがあるほか、ゴルフ場などがある。海岸部、アーオ・パートーン（パートーン湾）に面するパートーン・ビーチ（パトン・ビーチとも）はプーケットを代表するビーチ・リゾートである。しかし、パートーン・ビーチは湾状の地形にあることから、2004年末に起きたスマトラ島沖地震による津波ではプーケット県の中でももっとも被害を受けた地区の一つとなった。

## 経済
ゴルフ場、ビーチ、ホテル等があることからリゾート地として発展している。またタイ国内に限らず外国からの観光客も多い。

## 行政区分
カトゥー郡には3のタムボンがあり、その下位に14の村（ムーバーン）がある。郡内には自治体（テーサバーン）が設置されており以下のようになっている。
- テーサバーンムアン（ムアン自治体）・パートーン・・・タムボン・パートーン
- テーサバーンタムボン（タムボン自治体）・カトゥー・・・カトゥー郡

なお、タムボン・カマラーにはタムボン行政体が設置されている。
| 1. タムボン・カトゥー・・・ตำบลกะทู้ 2. タムボン・カマラー・・・ตำบลกมลา 3. タムボン・パートーン・・・ตำบลป่าตอง | タムボン |